# Sematophyllum barnesii
Sematophyllum barnesii là một loài Rêu trong họ Sematophyllaceae. Loài này được (Renauld & Cardot) W.R. Buck miêu tả khoa học đầu tiên năm 1983.